# اوسامو چیبا
اوسامو چیبا (انگلیسی: Osamu Chiba؛ زادهٔ ۲۲ مهٔ ۱۹۶۸) بازیکن فوتبال اهل ژاپن است.
از باشگاه‌هایی که در آن بازی کرده‌است می‌توان به باشگاه فوتبال کاشیما آنتلرز و باشگاه فوتبال کاشیوا ریسول اشاره کرد.